# Chiesa di San Benedetto (Ferrara)
La chiesa di San Benedetto si trova a Ferrara in piazzale San Benedetto.

## Storia

### Dal XVI al XVIII secolo
La chiesa venne eretta fra il 1496 e il 1553 da Biagio Rossetti su commissione dei benedettini che, a causa della malaria, abbandonarono Pomposa. Fu consacrata nel 1563. Il campanile fu costruito in seguito, nel 1621. 

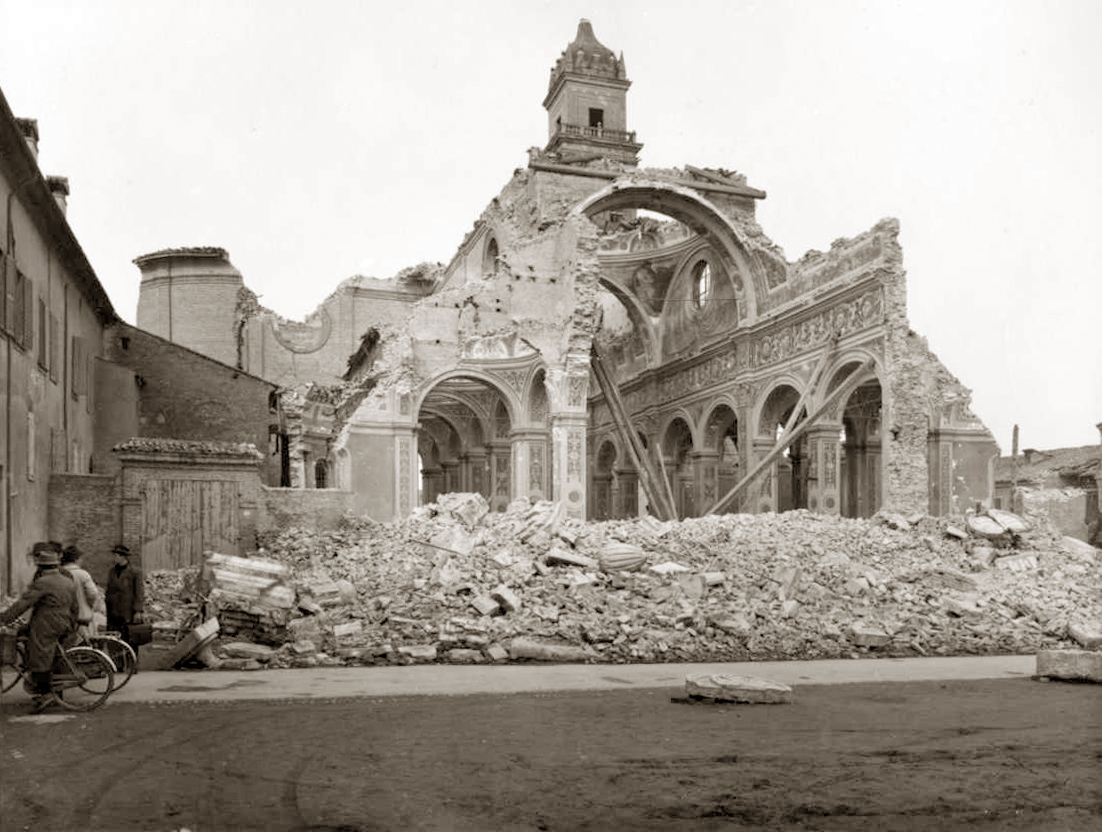
La chiesa dopo i bombardamenti del 1944.

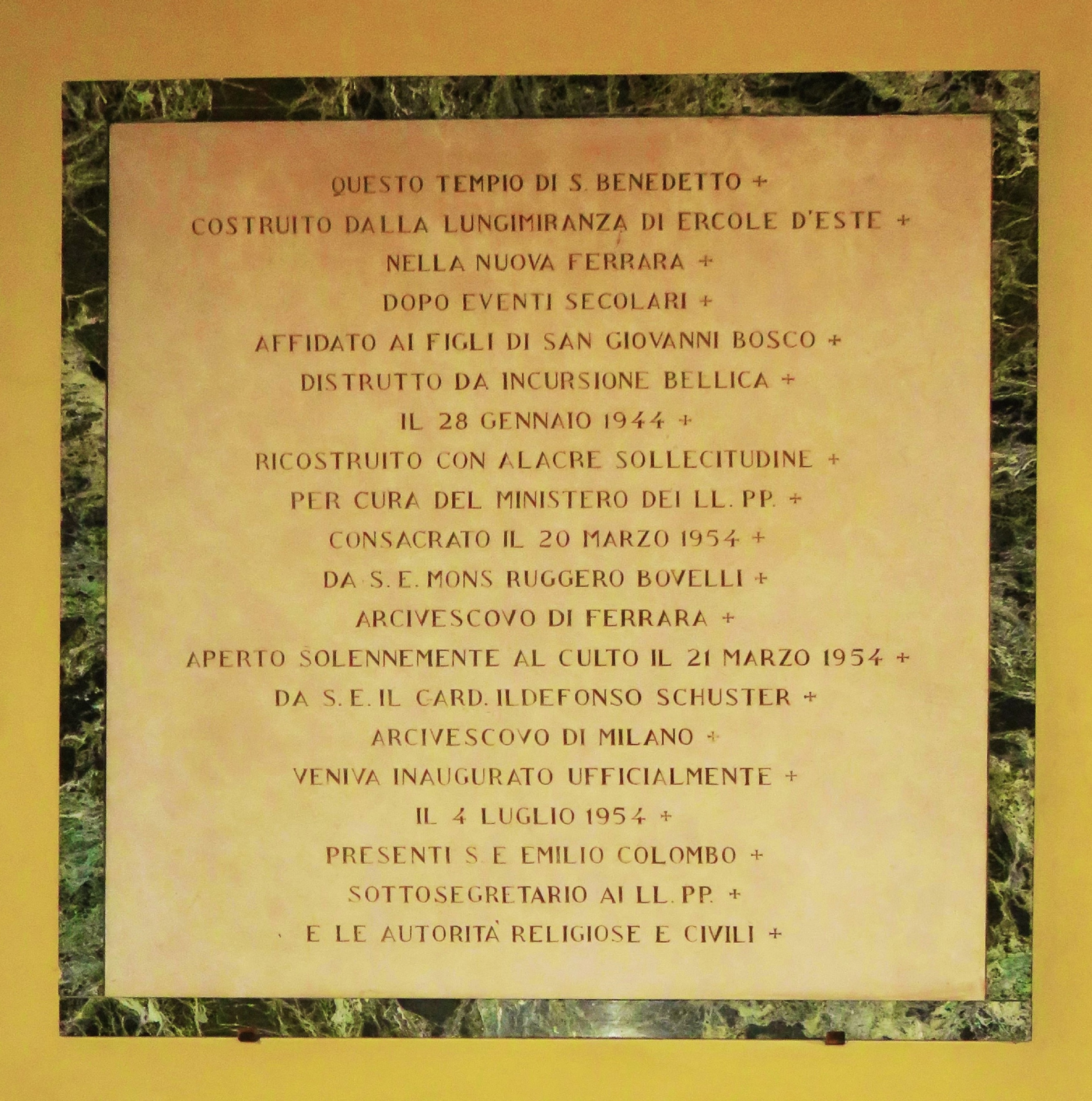
Epigrafe accanto all'ingresso principale che ricorda la riapertura del 1954

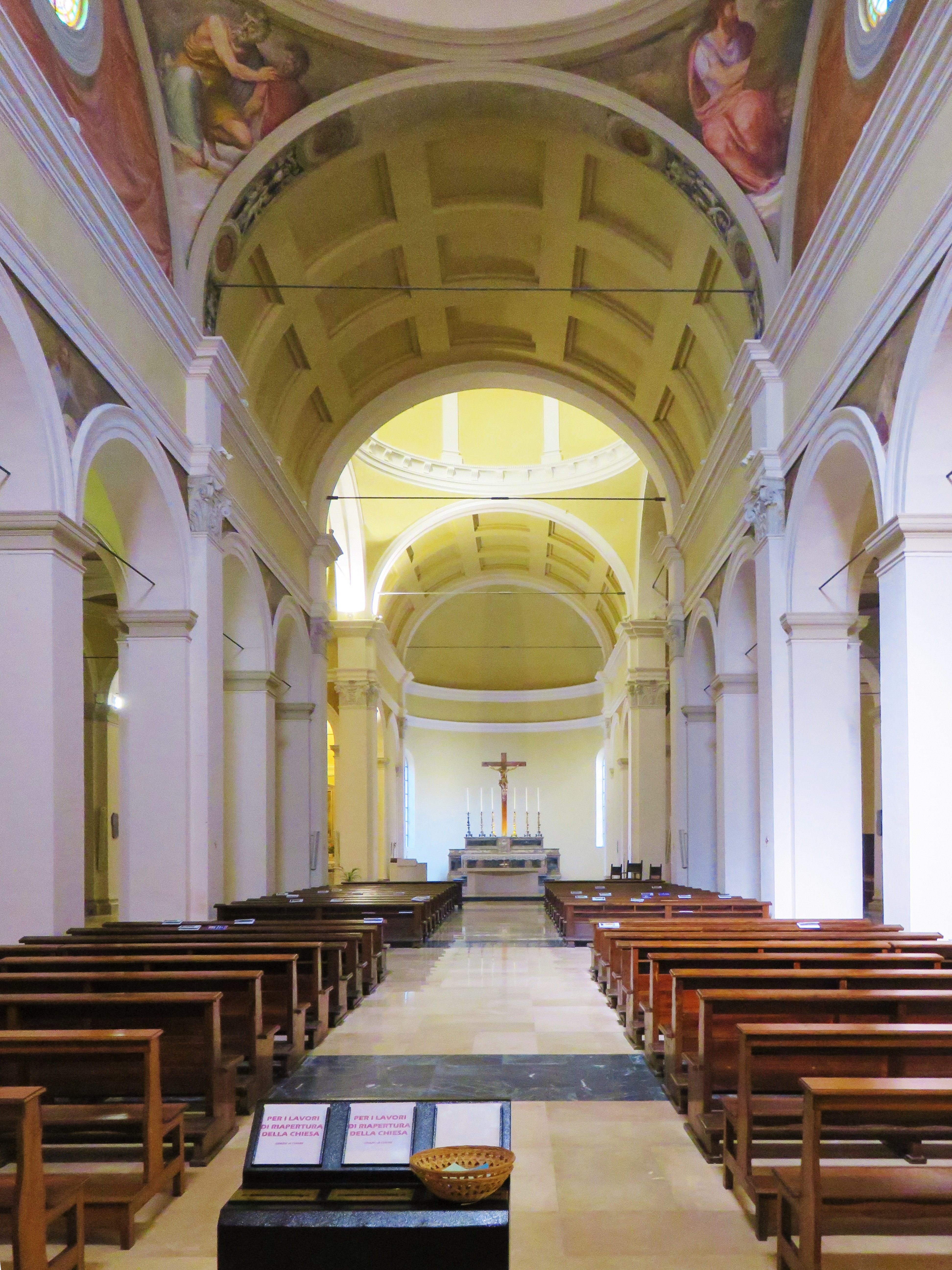
L'interno

### Dal XIX secolo
Durante il periodo della Repubblica Cisalpina fu adibita a caserma e a stalla poi venne riaperta al culto nel 1812, dopo un restauro finanziato dalla vendita delle chiese soppresse di San Romano, San Pietro ed Ognissanti. Il monastero, costruito in seguito, venne affidato ai salesiani che nel 1912 vi istituirono un collegio intitolato a San Carlo.
Nel 1944 il tempio fu colpito e seriamente danneggiato dai bombardamenti inglesi (28 gennaio e 5 giugno). Venne interamente ricostruito rispettando il disegno originale e consacrato il 20 maggio 1954 dal vescovo di Ferrara monsignor Ruggero Bovelli. Il giorno successivo fu aperto al culto con una messa solenne celebrata dal cardinale Alfredo Ildefonso Schuster e con la presenza del sottosegretario ai lavori pubblici Emilio Colombo.
Negli anni 1999-2000 venne costruito il nuovo oratorio salesiano e il campanile fu completamente restaurato. Nel 2001 fu installato un organo proveniente dalla chiesa del Sacro Cuore di Bologna.
Il 15 giugno 2007 nell'abside centrale della chiesa si sviluppò un grande incendio per probabile causa dolosa che danneggiò gli interni della chiesa. I danni riguardarono le strutture, gli impianti, l'organo, le opere d'arte. Gran parte degli arredi e delle suppellettili del culto andarono perdute.
La comunità riparò i danni grazie ai fondi raccolti con varie iniziative ma, col terremoto del 2012, l'edificio venne di nuovo chiuso per restauri. 
Il 6 aprile 2019 la chiesa è stata nuovamente riaperta al culto.

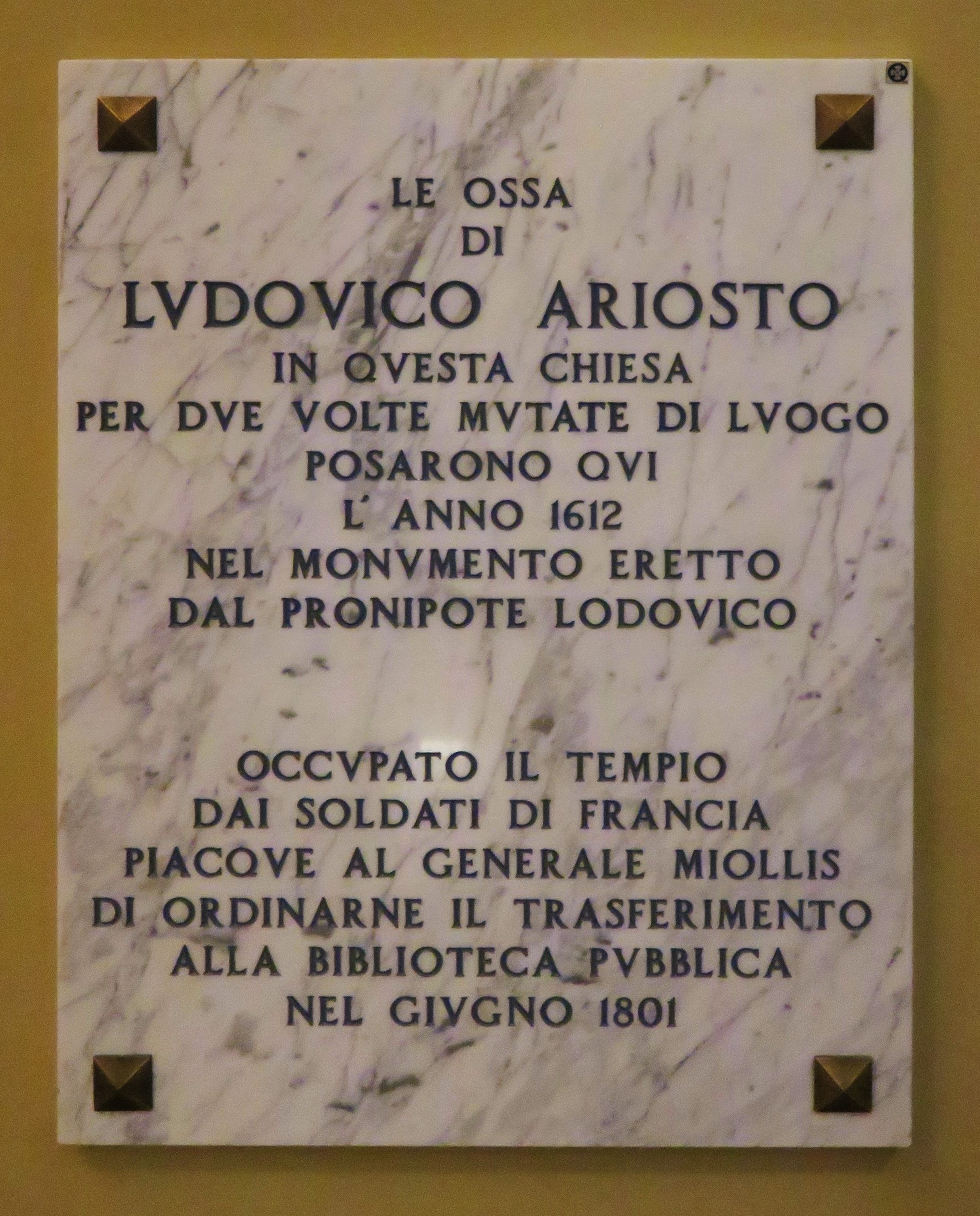
Epigrafe che ricorda Ludovico Ariosto.

## Tomba dell'Ariosto
Nel 1612 vi fu sepolto Ludovico Ariosto, secondo la sua volontà, presso l'altare della Madonna. La sua tomba venne in seguito trasferita nella Biblioteca comunale Ariostea nel 1801, per ordine del generale Sextius Alexandre François de Miollis durante l'occupazione della città da parte dell'esercito napoleonico.

## Descrizione
È sede dell'omonima parrocchia, dell'oratorio, di un cinema-teatro e di un campo sportivo.